# (45802) 2000 PV29
(45802) 2000 PV29, também escrito como (45802) 2000 PV29, é um objeto transnetuniano que foi descoberto no dia 5 de agosto de 2000, o mesmo é classificado como um cubewano.

## Características
(45802) 2000 PV29 tem uma magnitude absoluta (H) de 8 e possui um diâmetro com cerca de 111 km.

## Órbita
A órbita de (45802) 2000 PV29 tem um semieixo maior de 43,564 UA e um período orbital de cerca de 288 anos. O seu periélio leva o mesmo a 43,125 UA de distância do Sol e o seu afélio atinge uma distância de 44,002 UA do Sol.